# Rodolphe Darzens
Pour les articles homonymes, voir Darzens.
Rodolphe Darzens, né le 1er avril 1865 à Moscou et mort le 27 décembre 1938 à Neuilly, est un journaliste sportif, directeur de théâtre, écrivain et poète symboliste français.

## Biographie
Originaire du pays basque, Rodolphe Pierre Alphonse Darzens est le frère du chimiste Georges Auguste Darzens, né en 1867.
Les deux frères passent leur enfance en Russie. Leur père, Amable-Rodolphe Darzens, négociant, effectue une ou deux fois par an la liaison avec la France, échangeant d'un pays à l'autre les valeurs artistiques, les articles de luxe ou les produits nouveaux. Les vins du Midi parvinrent probablement pour la première fois au-delà du Danube par son intermédiaire[Information douteuse]. Sa mère, Juliette-Eulalie, née Guillemard, apparentée à la famille de Léon Frapié, musicienne et pianiste accomplie, avait fait ses débuts au Conservatoire de Paris, qu'elle abandonna lors de son mariage.

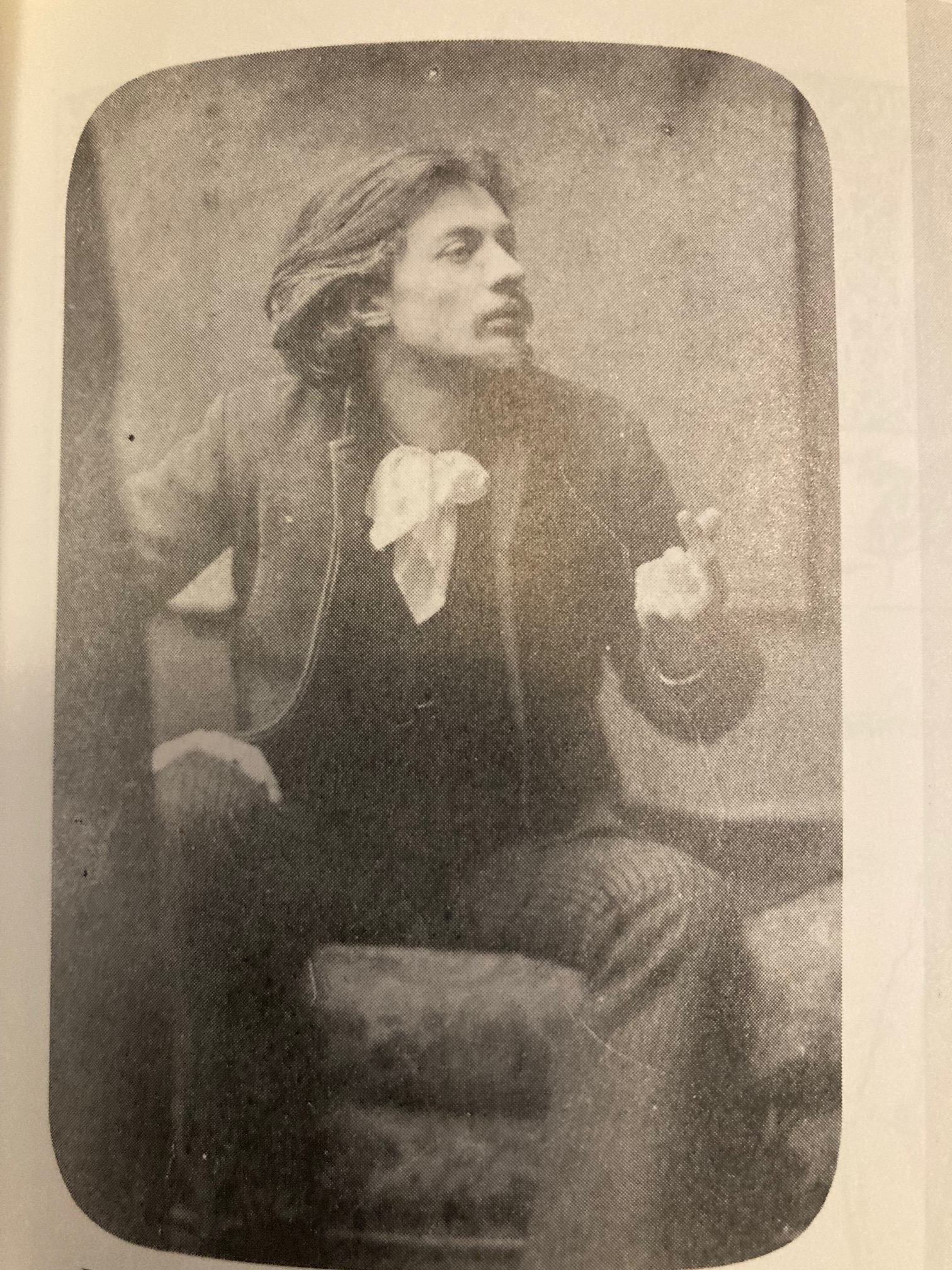
Darzens vers 1885.

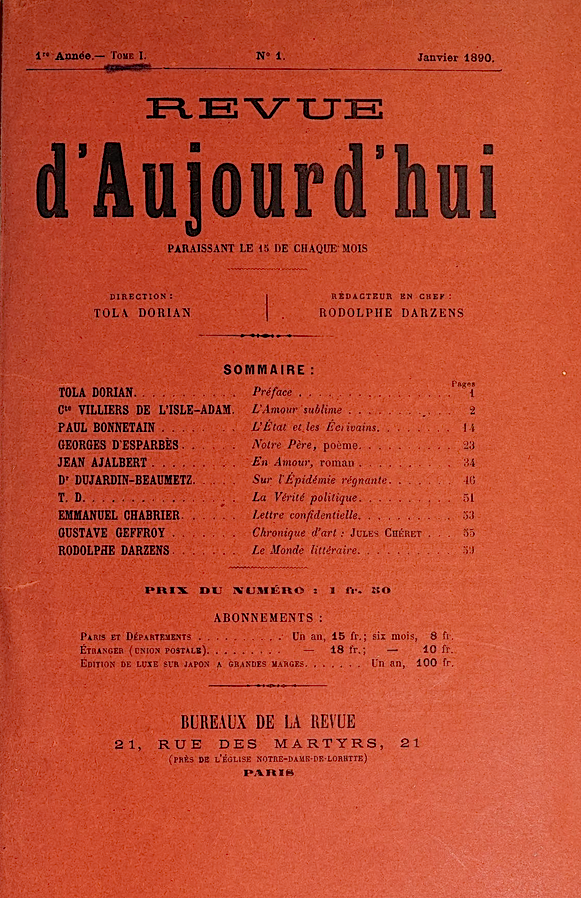
Sommaire de la Revue d'Aujourd'hui, janvier 1890.

Rodolphe fait ses études secondaires au lycée Fontanes à Paris. Dès ses 18 ans, il s'engage dans l'armée pour effectuer son service mais il est réformé au bout de huit mois pour une blessure à l'œil.
Selon Eugène Ledrain, attiré très jeune par la poésie, il « se laissa d’abord influencer par Charles Baudelaire et Aloysius Bertrand, tout en se créant des attaches avec de purs Parnassiens ».
Il est un temps secrétaire de rédaction de La Jeune France et livre quelques textes au périodique publié par Le Chat noir (1885).
Il est membre du groupe formé autour de la revue La Pléiade qu'il fonde et dirige avec Éphraïm Mikhaël, sous le patronage de Théodore de Banville, de mars à novembre 1886, soit sept numéros où l'on croise entre autres Saint-Pol-Roux (sous le nom de « Paul Roux »). Le 2 juin 1888, il fait partie des vingt-et-une personnes qui passent la nuit à veiller le corps de Victor Hugo, disposé sous l'Arc de triomphe.
Darzens n'est pas le découvreur d'Arthur Rimbaud, mais le premier à entreprendre une véritable enquête autour du personnage, devenu, grâce à Paul Verlaine et son essai sur Les Poètes maudits (1884) un mythe, tant on savait peu de choses sur lui. Entre avril et juin 1886, la revue La Vogue dirigée par Gustave Kahn publie pour la première fois Arthur Rimbaud et ce, sans doute grâce à l'enquête littéraire que Darzens avait entreprise un an plus tôt, mettant la main sur la plaquette d'Une saison en enfer (Bruxelles, 1873), déclenchant un nouvel intérêt pour le poète dont on était sans nouvelle depuis dix ans. Cependant, alors que le manuscrit des Illuminations était découvert par Charles de Sivry, Darzens reconstituait la biographie de Rimbaud — qu'il localisait comme parti à Harar depuis 1880 — , avec documents à l'appui, et composait un recueil qu'il intitula Reliquaire, publié chez Léon Genonceaux en 1891 à 550 exemplaires et qui contient 37 poèmes inédits : peu après la publication, dont Darzens n'était pas satisfait, il apprend la mort du poète à Marseille.
Le 19 octobre 1888 est représentée au Théâtre Libre L'Amante du Christ, une mise en scène autour de la figure de Marie-Madeleine, qui provoque un peu de scandale : Il devient le secrétaire d'André Antoine jusqu'en 1894. Il édite huit fascicules intitulés Le Théâtre libre illustré du 21 octobre 1889 au 13 juin 1890 illustrés par Lucien Métivet (publiés chez Dentu).
Il livre quelques articles à La Vie populaire (1889-1893), à La Plume et à la Revue illustrée. En janvier 1890, il lance avec Tola Dorian, la Revue d'aujourd'hui et introduit, le premier, Henrik Ibsen au répertoire français. La même année, il a pour projet d'éditer des « Phonographies » [?], et demande à son ami le peintre Édouard Vuillard de lui proposer un projet d'affiche publicitaire (trois esquisses connues). En mai, il s'amuse à mystifier l'Académie française, en envoyant treize lettres de candidats supposés, le canular est découvert après plusieurs tours de scrutin ; Darzens niera toute implication.
Grand, très sportif, il était assez impulsif : durant sa jeunesse « décadentiste », il se bat une dizaine de fois en duel à l'épée. Il passait, dit-on, certaines de ses soirées à lutter, masqué, sur le ring des attractions programmées aux Folies-Bergère. Il devient en 1892 le responsable des rubriques sportives au Journal qui lui commande de nombreux reportages ; il reste l'une des premières figures de ce métier, alors inédit, « journaliste sportif ». C'est également pour Le Journal qu'il organisa un certain nombre d'événements sportifs comme la course en canots automobiles entre Paris et Trouville-sur-Mer.
Cycliste, membre de l'Union vélocipédique de France, il représente La Petite République dans des compétitions à partir de fin 1891. Il participe en juin 1893 à la « course de vélo des artistes » organisée par Pierre Lafitte, éditeur de La Vie au grand air. Il affronte, en amateur, sur le vélodrome Buffalo l'Américain Arthur « Zimmy » Zimmerman, champion du monde de vitesse, qu'il avait fait venir en France aux frais du Journal et de la maison Humber, en mars 1894. À partir de 1901, il livre quelques reportages sportifs à L'Auto-Vélo et fait partie des « silhouettes d'escrimeurs » réputées du « Tout-Paris ».
Fort de son expérience au Théâtre Libre, il assure, de 1917 à 1935, la direction du théâtre des Arts situé au 78 bis boulevard des Batignolles. Il prend aussi la direction du théâtre Moncey et c'est là qu'il lance Georges Pitoëff.
En 1923, il est nommé chevalier de la Légion d'honneur, sous le parrainage de Georges Charlet, directeur du Journal.
Ayant reconnu très tôt en Marcel Pagnol un talent pour le théâtre, celui-ci goûtait fort sa poésie, et lui dédie en 1926 sa pièce Jazz. Il a été le moniteur de boxe de Michel Simon, et le librettiste de Cléo de Mérode.
Il meurt, après une longue maladie, le 28 décembre 1938 à Neuilly-sur-Seine. Il est inhumé au cimetière nouveau de Neuilly-sur-Seine.

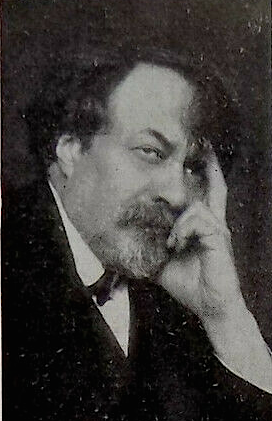
Darzens peu avant son décès.

### Le duelliste
Il s'illustre dans une dizaine de duels, parmi lesquels :
- Jean Moréas le 20 mai 1888, à l'épée[10]. La maîtresse de Darzens, Élisabeth Dayre, future madame Gustave Kahn, surnommée dans les cercles littéraires « L'Anthologie » tant elle était réputée pour être volage, l'avait finalement quitté, en 1887, pour Moréas, lequel avait été vilipendé par Darzens dans sa revue La Pléiade[11]. Darzens avait envoyé plusieurs fois ses témoins et agressé physiquement trois fois son rival quand celui-ci finit par consentir au duel. Après avoir touché son adversaire beaucoup plus grand que lui, Moréas se retrouva dans un corps à corps puis saisit l'épée de Darzens de sa main gauche. Le duel fut interrompu par les témoins, dont Villiers de L'Isle-Adam et Darzens reconnut le courage de son adversaire, mais Moréas fut accablé par la presse politique, où se manifesta l'antisémitisme habituel, et le qualifiant « sous l'accusation de félonie et traîtrise » comme auteur « du coup du juif » : Moréas, en réaction, provoqua en duels, mais en vain, plusieurs de ses railleurs[12].
- le 5 août 1888, contre M. Cellarius, rédacteur au Gil Blas, à l'épée[13].
- le 27 avril 1889, contre Louis-Pilate de Brinn’Gaubast[14].
- Julien Leclercq le 31 décembre 1890, à l'épée. En demandant la main de la sœur de Darzens, Leclercq s'était vu en devoir de produire un certificat médical attestant qu'il n'était pas pédéraste[15] et les deux hommes en étaient venus aux mains[16]. Les témoins de Leclercq étaient Jules Renard et Paul Gauguin[16].

## Écrits

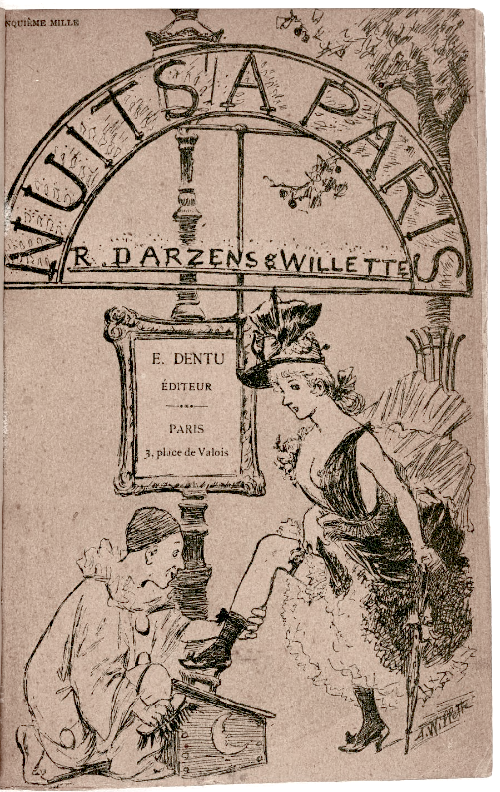
Nuits à Paris, couverture d'A. Willette (1889).

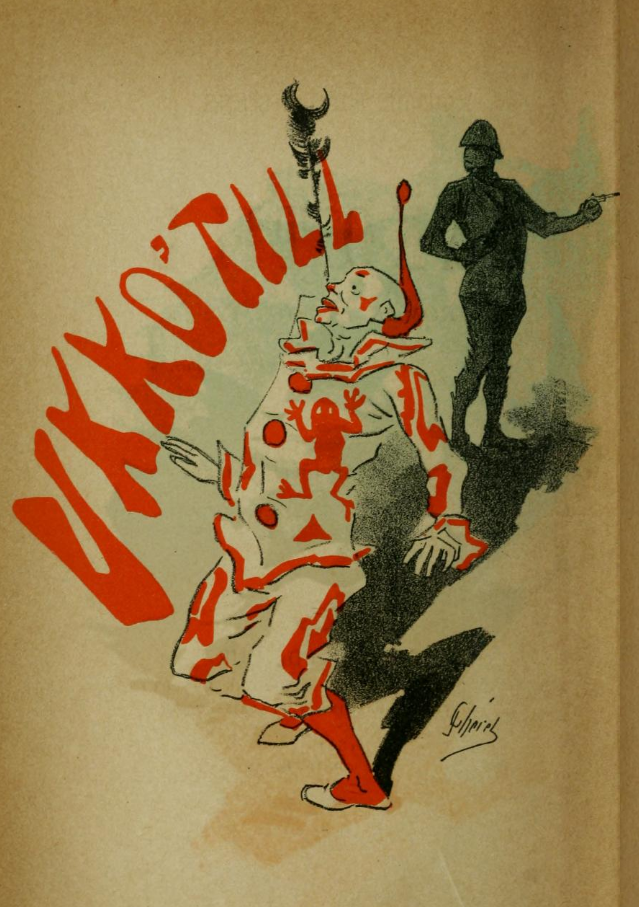
Frontispice pour Ukko'Till par Jules Chéret (1891).

- Le Psautier de l'amie, poèmes, Paris, Alcan Lévy, 1885.
- La Nuit : premières poésies, 1882-1884, Paris, Henri Jouve, 1885 — sur Gallica.
- Pages en prose, Moscou, [Presses de Fedor Fedorovitch Aeby], 1887 — sur Gallica.
- L'Amante du Christ : scène évangélique, en vers, préface d'Eugène Ledrain, frontispice gravé par Félicien Rops, Paris, Alphonse Lemerre, 1888.
- Strophes artificielles, Paris, Alphonse Lemerre, 1888.
- Nuits à Paris : note sur une ville avec 100 croquis d'Adolphe Willette, Paris, Édouard Dentu / Libraire de la société des gens de lettres Le Chat noir, 1889 — réédité à Paris, Viviane Hamy, 1994 avec une préface de Jean-Jacques Lefrère.
- Les belles du monde avec Catulle Mendès, recueil illustré par Jules Chéret et Lucien Métivet, Paris, Plon, 1889.
- Comment furent écrites par Rodolphe Darzens les « Nuits à Paris » et de quelle manière les illustra le peintre Adolphe Willette. Plaquette critique ornée de trois dessins inédits du même artiste et d'un fac-simile, s.l., Aux frais d'un bibliophile bien connu, 1890.
- Le Théâtre libre illustré, préface de Jean Aicard, dessins de L. Métivet, Paris, Dentu, 1890.
- Les revenants, drame familial en 3 actes d'Henrik Ibsen, traduit par Rodolphe Darzens, Paris, Tresse & Stock, 1890.
- August Strindberg, La Chambre rouge, traduit du suédois, Tresse & Stock, Stock, 1890.
- Léon Tolstoi, Les fruits de la science, traduction du russe, Paris, A. Lemerre, 1891.
- Ukko'Till, roman de mœurs, frontispice de Jules Chéret, Paris, Édouard Dentu, 1891.
- Présentation et édition du Reliquaire. poésies d'Arthur Rimbaud, 41 poèmes, Paris, Léon Genonceaux éditeur, 1891.
- Poèmes d'amour, partition d'Auguste Chapuis, illustrée par 10 lithographies d'Adolphe Willette, Paris, Éditions Le Journal, 1895.
- Le Roman d'un clown, Paris, Flammarion, 1898 — sur Gallica.
- Amour de clown, roman illustré de photographies, coll. « Moderne », Paris, Per Lamm Nilsson, 1902 — sur Gallica.
- Lorenza, ballet pantomime, musique de Franco Alfano, crée aux Folies-Bergère, 1902.
- Le Ballet invisible, musique de A. Colomb, 1918.
- Morgate, illustré par deux eaux-fortes originales de Louis Legrand et d'une planche de Félicien Rops, Paris, Éditions Gustave Pellet, 1924.

## Pour approfondir